# Oceanisch kampioenschap voetbal onder 17 - 2013
Het Oceanisch kampioenschap voetbal onder 17 van 2013 was de 15e editie van het Oceanisch  kampioenschap voetbal onder 17, een toernooi voor nationale ploegen van landen uit Oceanië. De spelers die deelnamen waren onder de 17 jaar. Er namen 9 landen deel aan dit toernooi dat van 17 april tot en met 25 april 2013 in Vanuatu werd gespeeld. Nieuw-Zeeland werd winnaar van het toernooi. Voorafgaand aan het toernooi vond een kwalificatietoernooi plaats.
Dit toernooi diende tevens als kwalificatietoernooi voor het wereldkampioenschap voetbal onder 17 van 2013, dat van 17 oktober tot en met 8 november in de Verenigde Arabische Emiraten werd gespeeld. De winnaar van dit toernooi plaatste zich, dat was Nieuw-Zeeland.

## Kwalificatieronde
| Pos. | Land             | GW | W | G | V | DV | DT | +/− | Ptn. |
| ---- | ---------------- | -- | - | - | - | -- | -- | --- | ---- |
| 1    | Cookeilanden     | 3  | 2 | 0 | 1 | 9  | 5  | +4  | 6    |
| 2    | Amerikaans-Samoa | 3  | 1 | 1 | 1 | 7  | 5  | +2  | 4    |
| 3    | Samoa            | 3  | 1 | 1 | 1 | 6  | 6  | 0   | 4    |
| 4    | Tonga            | 3  | 1 | 0 | 2 | 6  | 12 | –6  | 3    |

|                       |                             |     |                                   |                                                                                     |
| 22 januari 2013 15:00 | Samoa                       | 2–2 | Amerikaans-Samoa                  | National Soccer Stadium, Apia Toeschouwers: 500 Scheidsrechter: Rakesh Varman (FIJ) |
| 22 januari 2013 15:00 | Filisi Keni 15', 69' (pen.) |     | Kaleopa Siligi 10' Sinisi Tua 35' | National Soccer Stadium, Apia Toeschouwers: 500 Scheidsrechter: Rakesh Varman (FIJ) |

|                       |                       |     | |                                                                                      |
| 22 januari 2013 17:00 | Tonga                 | 1–7 | Cookeilanden | National Soccer Stadium, Apia Toeschouwers: 200 Scheidsrechter: Robinson Banga (VAN) |
| 22 januari 2013 17:00 | Hemaloto Polovili 41' |     | Maro Bonsu-Maro 6', 37' Pekay Edwards 9' Sunai Joseph 19' Mateo Pahulu 43' (e.d.) Wiremu Temata 45' Morgan Wichman 55' | National Soccer Stadium, Apia Toeschouwers: 200 Scheidsrechter: Robinson Banga (VAN) |

|                       |                             |     |                                   |                                                                                 |
| 24 januari 2013 15:00 | Samoa                       | 3–2 | Tonga                             | National Soccer Stadium, Apia Toeschouwers: 400 Scheidsrechter: Pari Oito (TAH) |
| 24 januari 2013 15:00 | Paulo Scanlan 16', 51', 53' |     | Hemaloto Polovili 50', 77' (pen.) | National Soccer Stadium, Apia Toeschouwers: 400 Scheidsrechter: Pari Oito (TAH) |

|                       |              |                                                 |                  |                                                                                   |
| 24 januari 2013 17:00 | Cookeilanden | 0–3                                             | Amerikaans-Samoa | National Soccer Stadium, Apia Toeschouwers: 300 Scheidsrechter: Matt Conger (NZL) |
| 24 januari 2013 17:00 |              | Sinisi Tua 19', 90+2' Kaleopa Siligi 39' (pen.) |                  | National Soccer Stadium, Apia Toeschouwers: 300 Scheidsrechter: Matt Conger (NZL) |

|                       |                                       |     |                |                                                                                     |
| 26 januari 2013 15:00 | Cookeilanden                          | 2–1 | Samoa          | National Soccer Stadium, Apia Toeschouwers: 700 Scheidsrechter: Rakesh Varman (FIJ) |
| 26 januari 2013 15:00 | Takuina Tararo 59' Dwayne Tiputoa 86' |     | Sue Pelesa 23' | National Soccer Stadium, Apia Toeschouwers: 700 Scheidsrechter: Rakesh Varman (FIJ) |

|                       |                               |     |                                                               |                                                                                    |
| 26 januari 2013 17:00 | Amerikaans-Samoa              | 2–3 | Tonga                                                         | National Soccer Stadium, Apia Toeschouwers: 100 Scheidsrechter: Gerald Oiaka (SOL) |
| 26 januari 2013 17:00 | Paia Ipiniu 1' Sinisa Tua 48' |     | Uasi Talanoa 71' Hemaloto Polovili 87' Taniela Vaka'uta 90+2' | National Soccer Stadium, Apia Toeschouwers: 100 Scheidsrechter: Gerald Oiaka (SOL) |

## Eindstand
| Pos. | Land                | GW | W | G | V | DV | DT | +/− | Ptn. |
| ---- | ------------------- | -- | - | - | - | -- | -- | --- | ---- |
| 1    | Nieuw-Zeeland       | 5  | 5 | 0 | 0 | 23 | 3  | +20 | 15   |
| 2    | Nieuw-Caledonië     | 5  | 3 | 0 | 2 | 10 | 7  | +3  | 9    |
| 3    | Vanuatu             | 5  | 2 | 2 | 1 | 9  | 6  | +3  | 8    |
| 4    | Fiji                | 5  | 2 | 1 | 2 | 10 | 8  | +2  | 7    |
| 5    | Papoea-Nieuw-Guinea | 5  | 1 | 1 | 3 | 2  | 8  | –6  | 4    |
| 5    | Cookeilanden        | 5  | 0 | 0 | 5 | 1  | 23 | –22 | 0    |

## Wedstrijden
|                     | |     |              |                                                                                               |
| 17 april 2013 09:30 | Nieuw-Zeeland | 9–0 | Cookeilanden | Chapuis stadium, Luganville Toeschouwers: 2.500 Scheidsrechter: Isidore Assiene-Ambassa (NCL) |
| 17 april 2013 09:30 | Ford Henry 5' (e.d.) Monty Patterson 9', 21' (31) Stuart Holthusen 23', 33' Alex Rufer 43' Meysum Shafahi 82', 91' |     |              | Chapuis stadium, Luganville Toeschouwers: 2.500 Scheidsrechter: Isidore Assiene-Ambassa (NCL) |

|                     |      |                                           |                 |                                                                                   |
| 17 april 2013 12:30 | Fiji | 0–3                                       | Nieuw-Caledonië | Chapuis stadium, Luganville Toeschouwers: 3.500 Scheidsrechter: Nelson Sogo (SOL) |
| 17 april 2013 12:30 |      | Valentin Nykeine 18', 30' Anthony Kaï 35' |                 | Chapuis stadium, Luganville Toeschouwers: 3.500 Scheidsrechter: Nelson Sogo (SOL) |

|                     |                     |     |                   |                                                                                       |
| 17 april 2013 15:30 | Papoea-Nieuw-Guinea | 1–1 | Vanuatu           | Chapuis stadium, Luganville Toeschouwers: 4.800 Scheidsrechter: Ravitesh Behari (FIJ) |
| 17 april 2013 15:30 | Nicky Benjamin 69'  |     | Jaison Thomas 77' | Chapuis stadium, Luganville Toeschouwers: 4.800 Scheidsrechter: Ravitesh Behari (FIJ) |

|                     |              |                 |                     |                                                                                  |
| 19 april 2013 09:30 | Cookeilanden | 0–1             | Papoea-Nieuw-Guinea | Chapuis stadium, Luganville Toeschouwers: 1.500 Scheidsrechter: John Saohu (SOL) |
| 19 april 2013 09:30 |              | Steven Inia 56' |                     | Chapuis stadium, Luganville Toeschouwers: 1.500 Scheidsrechter: John Saohu (SOL) |

|                     |                  |     |                    |                                                                                      |
| 19 april 2013 12:30 | Vanuatu          | 1–1 | Fiji               | Chapuis stadium, Luganville Toeschouwers: 5.000 Scheidsrechter: Averii Jacques (TAH) |
| 19 april 2013 12:30 | Remy Kalsrap 82' |     | Iosefo Verevou 49' | Chapuis stadium, Luganville Toeschouwers: 5.000 Scheidsrechter: Averii Jacques (TAH) |

|                     |                 |                                                            |               |                                                                                   |
| 19 april 2013 15:30 | Nieuw-Caledonië | 0–4                                                        | Nieuw-Zeeland | Chapuis stadium, Luganville Toeschouwers: 6.500 Scheidsrechter: Albert Maru (PGN) |
| 19 april 2013 15:30 |                 | Elijah Neblett 11' Alex Rufer 46', 70' Monty Patterson 77' |               | Chapuis stadium, Luganville Toeschouwers: 6.500 Scheidsrechter: Albert Maru (PGN) |

|                     |                                       |     |                     |                                                                                    |
| 21 april 2013 09:30 | Fiji                                  | 2–0 | Papoea-Nieuw-Guinea | Chapuis stadium, Luganville Toeschouwers: 1.500 Scheidsrechter: Bruce George (VAN) |
| 21 april 2013 09:30 | Jonetani Buksh 21' Iosefo Verevou 49' |     |                     | Chapuis stadium, Luganville Toeschouwers: 1.500 Scheidsrechter: Bruce George (VAN) |

|                     |                                                                               |     |              |                                                                                       |
| 21 april 2013 12:30 | Nieuw-Caledonië                                                               | 5–0 | Cookeilanden | Chapuis stadium, Luganville Toeschouwers: 5.000 Scheidsrechter: Ravitesh Behari (FIJ) |
| 21 april 2013 12:30 | Ben Wamowe 34' Macinou Wamai 42', 45' Raymond Xanatre 46' Jim Ouka 81' (pen.) |     |              | Chapuis stadium, Luganville Toeschouwers: 5.000 Scheidsrechter: Ravitesh Behari (FIJ) |

|                     |                 |     |                                         |                                                                                  |
| 21 april 2013 15:30 | Vanuatu         | 1–2 | Nieuw-Zeeland                           | Chapuis stadium, Luganville Toeschouwers: 6.750 Scheidsrechter: John Saohu (SOL) |
| 21 april 2013 15:30 | Alex Saniel 22' |     | Stuart Holthusen 19' Elijah Neblett 79' | Chapuis stadium, Luganville Toeschouwers: 6.750 Scheidsrechter: John Saohu (SOL) |

|                     |                    |     |                                                   |                                                                                   |
| 23 april 2013 09:30 | Cookeilanden       | 1–3 | Vanuatu                                           | Chapuis stadium, Luganville Toeschouwers: 1.000 Scheidsrechter: Albert Maru (PGN) |
| 23 april 2013 09:30 | Morgan Wichman 87' |     | Alex Saniel 14' Ruben Frank 34' Etienne Naeiu 58' | Chapuis stadium, Luganville Toeschouwers: 1.000 Scheidsrechter: Albert Maru (PGN) |

|                     |                     |                      |                 |                                                                                   |
| 23 april 2013 12:30 | Papoea-Nieuw-Guinea | 0–1                  | Nieuw-Caledonië | Chapuis stadium, Luganville Toeschouwers: 3.000 Scheidsrechter: Nelson Sogo (SOL) |
| 23 april 2013 12:30 |                     | Valentin Nykeine 32' |                 | Chapuis stadium, Luganville Toeschouwers: 3.000 Scheidsrechter: Nelson Sogo (SOL) |

|                     |                                                                                  |     |                                              |                                                                                               |
| 23 april 2013 15:30 | Nieuw-Zeeland                                                                    | 4–2 | Fiji                                         | Chapuis stadium, Luganville Toeschouwers: 5.000 Scheidsrechter: Isidore Assiene-Ambassa (NCL) |
| 23 april 2013 15:30 | Elijah Neblett 17' André de Jong 70' Monty Patterson 73' (pen.) Andrew Blake 85' |     | Ravnit Chand 54' Iosefo Verevou 90+3' (pen.) | Chapuis stadium, Luganville Toeschouwers: 5.000 Scheidsrechter: Isidore Assiene-Ambassa (NCL) |

|                     |                                                    |     |                     |                                                                                  |
| 25 april 2013 09:30 | Nieuw-Zeeland                                      | 4–0 | Papoea-Nieuw-Guinea | Chapuis stadium, Luganville Toeschouwers: 2.500 Scheidsrechter: John Saohu (SOL) |
| 25 april 2013 09:30 | Stuart Holthusen 57', 60', 82' Monty Patterson 73' |     |                     | Chapuis stadium, Luganville Toeschouwers: 2.500 Scheidsrechter: John Saohu (SOL) |

|                     |              |                                                                                        |      |                                                                                   |
| 25 april 2013 12:30 | Cookeilanden | 0–5                                                                                    | Fiji | Chapuis stadium, Luganville Toeschouwers: 5.000 Scheidsrechter: Nelson Sogo (SOL) |
| 25 april 2013 12:30 |              | Jonetani Buksh 29' Iosefo Verevou 52', 82' Suliano Tawananakoro 58' Shalvin Sharma 89' |      | Chapuis stadium, Luganville Toeschouwers: 5.000 Scheidsrechter: Nelson Sogo (SOL) |

|                     |                 |     |                                                   |                                                                                      |
| 25 april 2013 15:30 | Nieuw-Caledonië | 1–3 | Vanuatu                                           | Chapuis stadium, Luganville Toeschouwers: 6.500 Scheidsrechter: Averii Jacques (TAH) |
| 25 april 2013 15:30 | Jim Ouka 74'    |     | Ruben Frank 22' Justin Koka 50' Jaison Thomas 58' | Chapuis stadium, Luganville Toeschouwers: 6.500 Scheidsrechter: Averii Jacques (TAH) |